# Атаманщина
Атама́нщина — доминирование неконтролируемых вооруженных формирований в условиях отсутствия или недостаточности государственной власти.

## Общие сведения
Атаманщина, как понятие, впервые появилось в публицистическо-мемуарной работе первого председателя Директории УНР Владимира Винниченко «Возрождение нации», изданной в Вене в 1920 году. Он писал: «Главной чертой Атаманства является военный элемент, идеологически представляющий мелкое национальное мещанство, а в своём проявлении — автократизм».
В понятие атаманщина обычно включают произвол военных властей, нарушающих законопорядок и гражданские права, сопровождающейся жестокостью, реквизициями, грабежами, нравственной распущенностью.

## История возникновения
Атаманщина, как явление, возникло на Украине в период правления там Директории Украинской народной республики. Имея многих противников, она не смогла создать вертикаль власти и не контролировала положение даже в регионах, находившихся под её юрисдикцией. Подчинявшаяся Директории армия УНР, сформированная преимущественно из поселковых отрядов, боровшихся с гетманскими войсками и немецкими оккупантами, фактически рассыпалась. Некоторые её командиры — атаманы, перешли со своими формированиями на сторону большевиков, другие не признавали никакой власти, кроме собственной и действовали сугубо самостоятельно. В этой ситуации войны всех против всех, названной атаманщиной, больше всего страдало гражданское население, особенно жители еврейских городков.
Возникнув на Украине, атаманщина разной степени весомости, бытовала и в других местах России, охваченных гражданской войной.